# SKY+
SKY+ é um serviço de TV por assinatura e conteúdo sob demanda via internet de propriedade da Vrio Corp., subsidiária do Grupo Werthein na América Latina. Foi lançado originalmente como DirecTV Go em 15 de novembro de 2018, no Chile e na Colômbia, podendo ser acessado pelo website ou via aplicativos para Android e iOS. Em 30 de novembro de 2020, chegou ao Brasil. Em outubro de 2022, passou a se chamar DGO. Em setembro de 2023, foi anunciado que a DGO passará a se chamar SKY+ a partir de dezembro.

## História
Apresentado em Bogotá, o serviço consiste em uma plataforma de transmissão OTT, que usa a internet pública para disponibilizar acesso a conteúdos de mídia. Entre as várias plataformas já existentes, como Netflix e Amazon Prime Video, se diferencia por possuir tanto os conteúdos sob demanda, que incluem filmes, séries e programas de TV, quanto transmissões ao vivo dos canais disponíveis. Clientes de TV via satélite DirecTV podem acessar a plataforma sem a necessidade de uma assinatura à parte.
A expansão começou no dia 24 de junho de 2019, quando o serviço passou a estar disponível em mais países, incluindo Equador, Peru e Uruguai. Em 24 de março de 2020, chegou ao México e, no final desse mesmo ano, desembarcou no Brasil.
Em setembro/2021, foi anunciada a migração do SKY Play para a DirecTV Go.
O serviço de assinatura digital, iniciou em 6 de dezembro, ao processo de transição de marca no Brasil, passando a se chamar Sky+. A mudança integra o planejamento estratégico da empresa para os próximos anos, com o objetivo de concentrar seus investimentos em uma única marca. Lançado no mercado brasileiro em 2020 sob o nome DirecTV GO, o serviço passou a se chamar DGO no final do ano passado.
Reforçando ainda mais a marca SKY.

## Conteúdos
Atualmente, estão disponíveis 70 canais no plano básico, incluindo emissoras abertas como a TV Globo, SBT, Record, RedeTV! e Band. Também estão disponíveis para a compra pacotes à la carte como Max, Telecine, Disney+, Paramount+, Premiere, Combate e Big Brother Brasil. A lista completa de canais pode ser conferida aqui.
Além da programação linear, é oferecido um catálogo com conteúdo sob demanda que inclui filmes, séries e programas de TV selecionados. Acrescenta-se que são suportadas no máximo duas transmissões simultâneas utilizando uma mesma assinatura. Para assinar o serviço, é necessário um cartão de crédito. Já para os clientes da SKY nas modalidades pós pago e pré pago, o acesso à plataforma é gratuito (utilizando login e senha do Minha SKY) e a quantidade de canais e de conteúdos disponíveis depende do pacote ou recarga contratados.

## Dispositivos
Os dispositivos compatíveis incluem tablets e smartphones Android, iPhone, iPad, iPod Touch, Apple TV, TVs e players de mídia equipados com Android TV, Amazon Fire TV e Fire TV Stick, Chromecast, dispositivos Roku e Smart TVs fabricadas pela Samsung e LG. Além disso, o conteúdo pode ser acessado através do website da plataforma.